# Battaglia di Lose-coat Field
La battaglia di Losecoat Field (conosciuta anche come battaglia di Empingham) fu combattuta il 12 marzo 1470 durante la Guerra delle Due Rose. 
Secondo l'etimologia popolare sembra che il nome deriverebbe dai molti uomini di Welles che durante la battaglia di fronte alla disfatta avrebbero gettato le loro giacche e i loro indumenti con la livrea di Warwick e Clarence per non farsi riconoscere e per questo la battaglia fu quindi chiamata in tempi moderni "Lose-coat" ma non esiste nessuna base storica a dimostrarlo anzi i resoconti contemporanei si riferiscono al luogo della battaglia col nome di Hornfield e non con quello attuale.
Il nome odierno è probabilmente derivato da una frase in inglese antico hlose-cot che significa "cottage da porcile". La forma del nome Losecoat è associata anche a molti altri luoghi. Un bosco adiacente è ora chiamato Bloody Oaks e Bloody Oaks Quarry, ed è un sito biologico di speciale interesse scientifico, gestito e di proprietà della Leicestershire and Rutland Wildlife Trust. 

## Antefatto
Quasi un anno prima, nel luglio 1469, un esercito fedele al Re yorkista, Edoardo IV, fu sconfitto nella battaglia di Edgecote Moor da Richard Neville, XVI conte di Warwick, suo vecchio amico e alleato; Edoardo stesso fu successivamente catturato a Olney nel Buckinghamshire. Tuttavia con l'aiuto e il sostegno di suo fratello Riccardo, duca di Gloucester, aveva ormai ripreso il potere. Nonostante la riconciliazione nominale di Warwick e del re, nel marzo 1470, Warwick si trovò in una posizione simile a quella in cui si trovava prima della battaglia di Edgecote. Non è stato in grado di esercitare alcun controllo o influenzare le politiche di Edoardo. Warwick voleva mettere sul trono un altro dei fratelli del re, Giorgio, duca di Clarence, in modo che potesse riguadagnare la sua influenza. Per fare ciò ha invitato gli ex sostenitori lancasteriani rimasti dopo la sconfitta.
La ribellione fu iniziata nel 1470 da Sir Robert Welles, figlio di Richard Welles, VII barone Welles, un ex Lancaster, quando la sua famiglia cadde in disgrazia per Edoardo. Sir Robert si rivolse a Warwick per chiedere aiuto. Warwick ha ritenuto che i tempi fossero maturi per un altro colpo di stato, per uccidere Edoardo o rimuoverlo dal trono. 
Welles iniziò a radunare truppe nella sua base nel Lincolnshire, pronto per una dimostrazione di armi contro il re. I disordini nel Lincolnshire spinsero il re ad agire e il 4 marzo iniziò a raccogliere uomini per il suo esercito. La notizia dell'intenzione del re di marciare verso il Lincolnshire diffuse rapidamente il panico tra le persone lì. A causa della deliberata interpretazione errata di Welles, si sparse la voce che il re sarebbe venuto a processare i ribelli di Edgecote precedentemente graziati e che ne avrebbe "impiccati e colpiti un gran numero" di loro.
Con l'incoraggiamento di Warwick e Clarence, Welles si dichiarò come il "grande capitano" del popolo del Lincolnshire. Il 4 marzo fu inviata una citazione a tutti i possedimenti circostanti chiedendo ad ogni uomo capace di unirsi a lui nel resistere al re. Il 7 il re venne a sapere che i ribelli stavano marciando verso Stamford con un esercito di 100 000 soldati, dopo aver reclutato molti uomini dalle contee vicine, specialmente dallo Yorkshire. 
Il re in seguito ricevette lettere da Clarence e Warwick in cui affermavano che stavano marciando verso nord con tutti i loro uomini per sostenere il re. Il re emise quindi inconsapevolmente commissioni di schieramento che includevano il nome di Warwick, autorizzandolo a formare il proprio esercito di soldati professionisti. Edoardo ha quindi ricevuto la notizia che i ribelli avevano cambiato rotta per Leicester, così come Warwick e Clarence che ha rivelato le loro intenzioni. 
Welles ricevette una lettera dal re che gli diceva di sciogliere il suo esercito ribelle, altrimenti suo padre Lord Welles (precedentemente fatto prigioniero da Edoardo) sarebbe stato giustiziato. Welles tornò subito con il suo esercito a Stamford. La fiducia di Edoardo crebbe quando Welles non riuscì a incontrarsi con Warwick e le sue forze esperte.

## La battaglia
Gli esploratori di Edoardo lo informarono che l'esercito ribelle era a circa cinque miglia da Stamford, schierato per la battaglia accanto alla Great North Road a nord di Tickencote Warren vicino a Empingham nel Rutland.
Edoardo ha posizionato i suoi uomini in una linea di battaglia a nord dell'esercito di Welles, e poi, nello spazio che separa le due forze, ha fatto giustiziare Lord Welles in vista di entrambi gli eserciti. 
Questa azione fece avanzare i ribelli al grido á Warwick e á Clarence. Fu sparato un solo sbarramento di palle di cannone e poi Edoardo fece caricare i suoi uomini verso il nemico. Prima ancora che i leader di questo attacco potessero venire alle mani con la prima linea ribelle, la battaglia era finita. I ribelli ruppero la linea e fuggirono piuttosto che affrontare gli uomini altamente addestrati del re.
Entrambi i capitani, Sir Robert Welles e il suo comandante di fanteria Richard Warren furono catturati durante la disfatta e giustiziati una settimana dopo, il 19 marzo. Welles ha confessato il suo tradimento e ha nominato Warwick e Clarence come i "partner e principali provocatori" della ribellione. Sono stati trovati anche documenti che provano la complicità di Warwick e Clarence che furono costretti a fuggire dal paese.